# Domani/Il professore
Domani/Il professore è un singolo di Loretta Goggi e Daniela Goggi, pubblicato in Italia nel 1977.

## Descrizione
Scritto da Giancarlo Bigazzi e Totò Savio, il brano, in stile disco, è la sigla dello spettacolo teatrale itinerante Go & Go, che segna l'inizio della collaborazione professionale delle sorelle Goggi. Lo show, nel quale ballano, cantano e recitano, accompagnate da una orchestra dal vivo, visto il grande successo, avrà un seguito l'anno successivo con il titolo Supergoggi..
Il lato B del disco contiene Il Professore, scritta da Gianfranco Caliendo de Il Giardino dei Semplici e Totò Savio, cantata dalla sola Daniela..
Il disco ottenne grande successo, secondo le certificazioni ufficiali della FIMI vendette ottocentomila copie.

## Tracce
Lato A
1. Domani – 3:35 (Giancarlo Bigazzi-Totò Savio)

Lato B
1. Daniela Goggi – Il professore – 3:13 (Gianfranco Caliendo-Totò Savio)